# Facultad de Derecho (Universidad de Buenos Aires)
La Facultad de Derecho es una de las trece facultades que conforman la Universidad de Buenos Aires.  En ella se dictan cuatro carreras de grado: Abogacía, Traductorado Público, Calígrafo Público y Profesorado Superior de Ciencias Jurídicas, como así también diversos cursos de posgrado. Es una de las más concurridas, ya que, según datos del año 2004, cursan allí 32.953 alumnos. De esta institución egresaron 16 Presidentes de la Nación Argentina, y un ganador del Premio Nobel.

## Carreras de grado

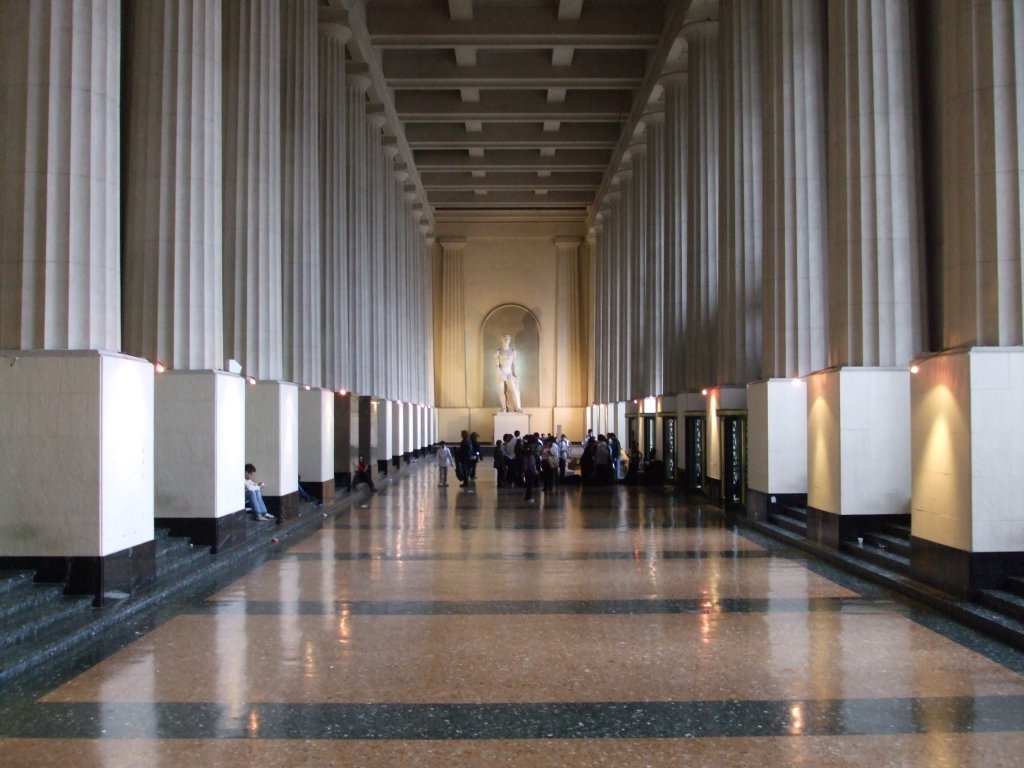
Hall central del edificio, también conocido como "salón de los pasos perdidos".

La Facultad cuenta con cuatro carreras de grado: Abogacía, Traductorado Público, Calígrafo Público y el Profesorado para la Enseñanza Media y Superior de Ciencias Jurídicas. El primer año de cada una de ellas está compuesto por el Ciclo Básico Común (CBC), en donde se cursan seis o siete materias, según la carrera, y cuya duración es de aproximadamente un año.
La carrera de Abogacía es la que concentra la mayor cantidad de alumnos, y su duración estimada es de siete años si se cuenta el CBC. Las materias del CBC que deben cursarse son:
- Introducción al Pensamiento Científico (IPC)
- Introducción al Conocimiento de la Sociedad y el Estado (ICSE)
- Principios Generales de Derecho Privado
- Principios de Derechos Humanos y Derecho Constitucional
- Sociología
- Ciencia Política

Una vez completado el CBC, se ingresa al Ciclo Profesional, que se divide en Ciclo Profesional Común (CPC) y Ciclo Profesional Orientado (CPO).
El CPC cuenta con catorce materias, doce cuatrimestrales y dos anuales, comunes para cualquier orientación de la carrera. Una vez completado, se expide el título Bachiller Universitario en Derecho. Además puede obtenerse el título de Procurador aprobando las materias Derecho de Familia y Sucesiones, Sociedades Civiles y Comerciales y dos cursos cuatrimestrales del Departamento de Derecho Procesal y Práctica Profesional, uno de los cuales debe tratar sobre Derecho administrativo.
El CPO tiene el objetivo de capacitar a los alumnos para la práctica profesional según las orientaciones previstas. Las mismas son:
- Derecho Público: el alumno puede optar por alguna de las suborientaciones, Derecho Administrativo o Derecho Internacional Público, o realizar ambas.
- Derecho Privado.
- Derecho Penal.
- Derecho Empresarial.
- Derecho del Trabajo y de la Seguridad Social.
- Derecho Tributario.
- Derecho Notarial, Registral e Inmobiliario.

Este CPO se encuentra organizado bajo un sistema de puntos. Cada Departamento ofrece la cantidad de cursos que crea conveniente, y cada punto corresponde a doce horas de clase. De esta forma al aprobar un curso de cuarenta y ocho horas se adquieren cuatro puntos. El Ciclo requiere la aprobación de cinco materias obligatorias para toda orientación (Derecho Internacional Público, Sociedades Civiles y Comerciales, Derecho de Familia y Sucesiones, Finanzas Públicas y Derecho Tributario y Derecho Internacional Privado) y 64 puntos distribuidos de la siguiente manera: veinte puntos correspondientes a la orientación elegida, ocho puntos de elección libre (distribuidos al menos en dos Departamentos), cuatro puntos en el área de Derecho Constitucional Profundizado, cuatro puntos correspondientes a la asignatura Derecho de la Integración, cuatro puntos en el Departamento de Ciencias Sociales, cuatro puntos en el Departamento de Filosofía del Derecho, seis puntos en el Departamento de Derecho Procesal y otras actividades de
clínica jurídica (por lo menos dos deben corresponder a un curso que
tenga como contenido los métodos alternativos de resolución de conflictos y otros dos
deben corresponder a un curso de Procedimientos de Prevención y Resolución de la Insolvencia) y catorce puntos en el Departamento de Práctica Profesional. Además se requieren tres niveles de lecto-comprensión de textos jurídicos en lengua extranjera, con una carga horaria de sesenta y cuatro horas por nivel.

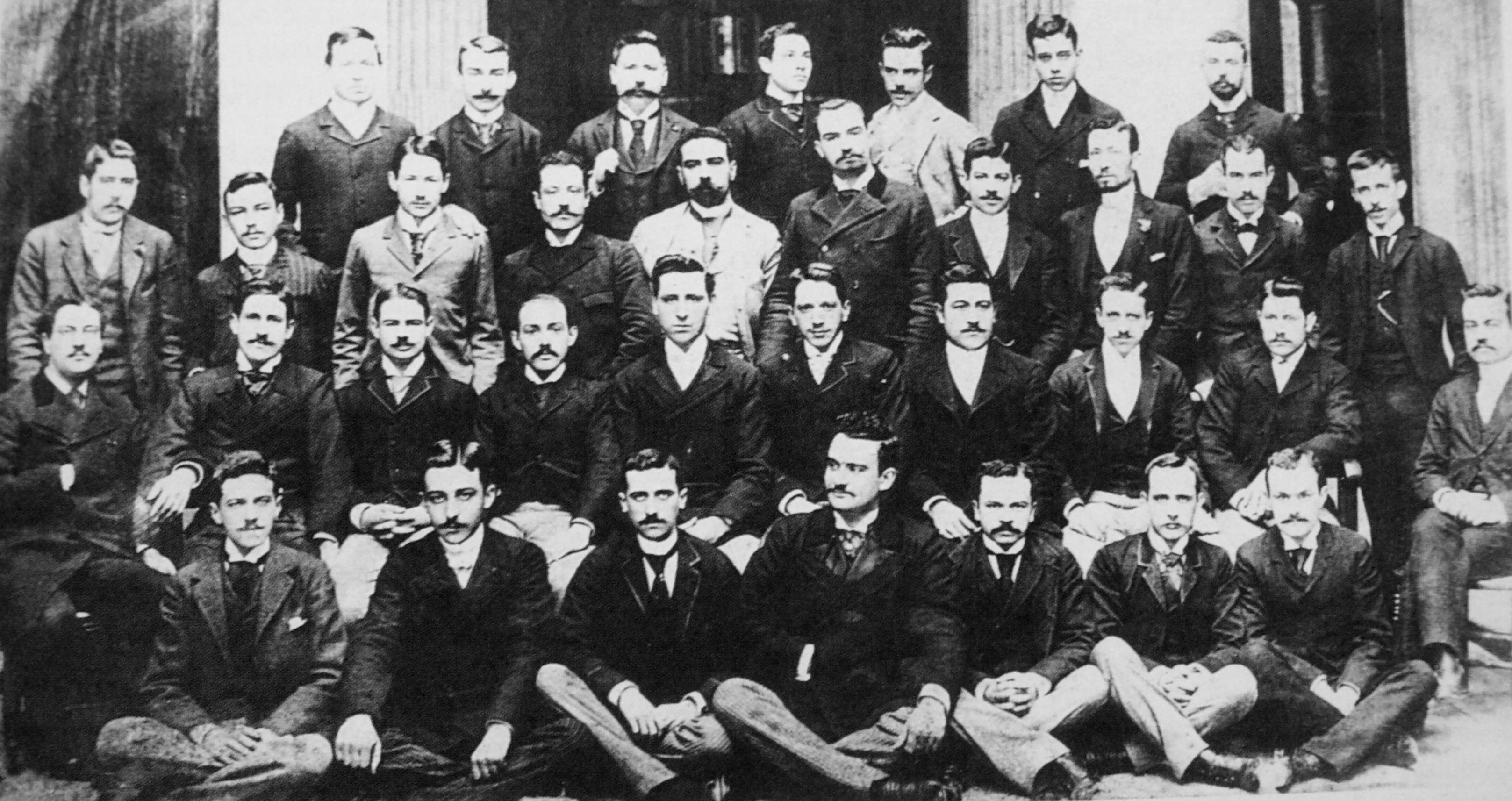
Egresados de la UBA de derecho de 1891, entre los abogados se encuentran Marcelo T. de Alvear (fila de abajo cuarto), Tomás Le Breton y Leopoldo Melo.

En el plan de 1985 existía una orientación del CPO llamada Orientación General, que fue suprimida en el plan de 2004
La carrera de Traductorado Público requiere primero la aprobación del CBC, cuyas materias son Introducción al Pensamiento Científico, Introducción al Conocimiento de la Sociedad y el Estado, Principios Generales del Derecho Latinoamericano, Principios de Derechos Humanos y Derecho Constitucional, Sociología y Semiología. También se toma, al ingresar una carrera, un examen escrito de castellano y un examen escrito y oral del idioma elegido. Los ingresantes tienen tres oportunidades al año para rendir dichos exámenes.
La carrera se divide en las materias específicas de la carrera, que son nueve materias anuales y una cuatrimestral (Lengua I a VI, Traducción I a VI, Régimen Legal del Traductor Público y Sistemas Jurídicos Contemporáneos), y materias comunes con la carrera de Derecho, que son Teoría General del Derecho, Teoría del Estado, Elementos de Derecho Civil, Obligaciones Civiles y Comerciales, Elementos de Derecho Comercial, Derecho Constitucional, Contratos Civiles y Comerciales, Elementos de Derechos Reales y Derecho de Familia y Sucesiones, según el plan viejo. El nuevo plan, a aplicarse a los ingresantes 2009 en adelante, mantiene las materias de derecho agregando algunas como "Elementos de Derecho Penal y Procesal Penal" y cambia completamente las materias propias de Traductorado que pasan a ser 22. El CBC se mantiene idéntico para la Carrera de Traductorado. Quien haya ingresado con el Plan Viejo (del año 1987) tiene hasta el año 2013 para finalizar la Carrera con ese plan.
La carrera de Calígrafo Público requiere la aprobación de las materias obligatorias del CBC: Introducción al Pensamiento Científico, Trabajo y sociedad, Principios Generales del Derecho Latinoamericano'. Luego existen once materias anuales y catorce cuatrimestrales, relacionadas con conocimientos de tipo técnico y otras relacionadas con la formación jurídica.

## Autoridades

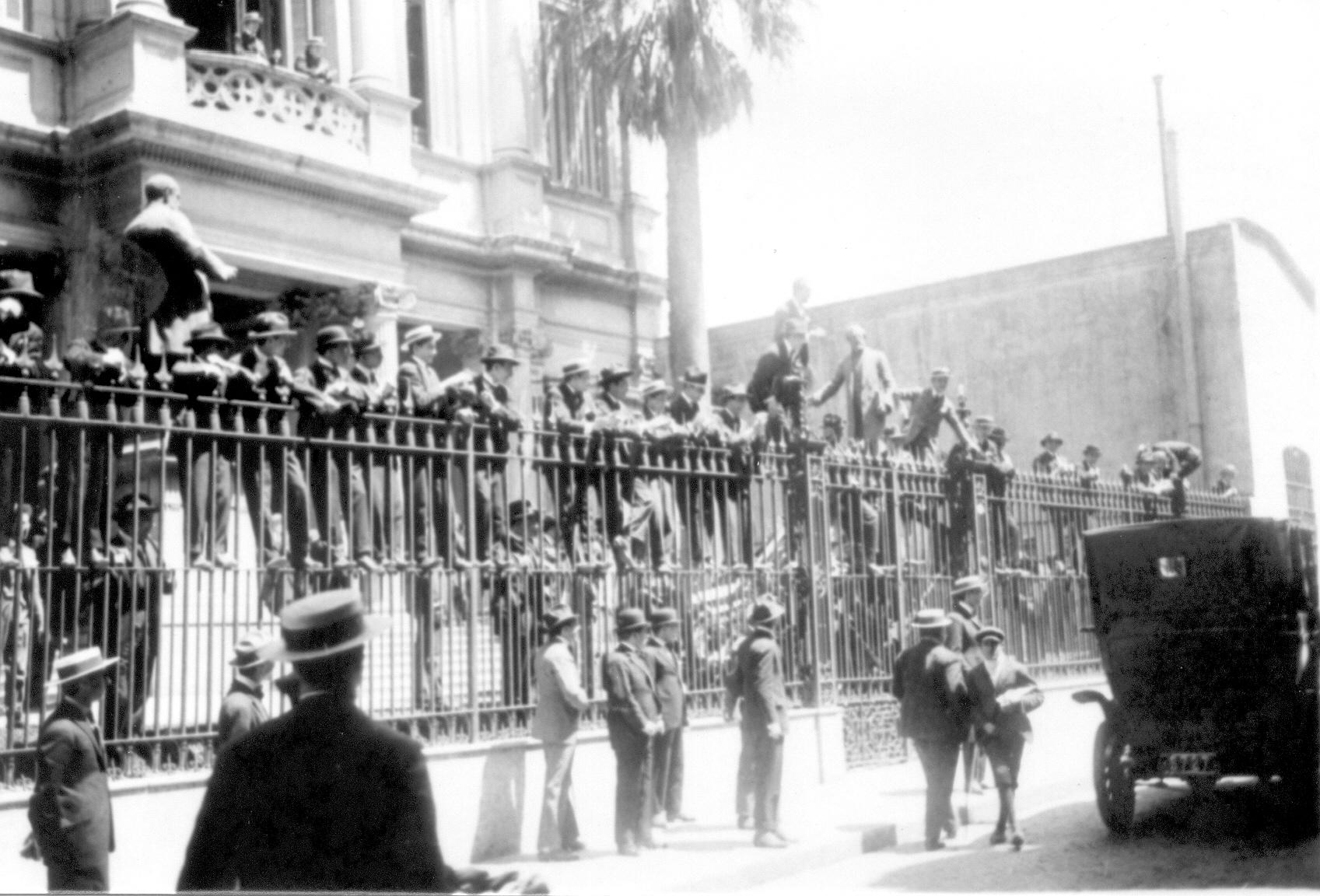
Toma del antiguo edificio de Derecho, durante la Reforma Universitaria 1919.[https://muba.uba.ar/reforma-uba/

El gobierno de la Facultad está compuesto por un Consejo Directivo y un Decano. El Consejo Directivo se encuentra integrado por dieciséis miembros, de los cuales ocho representan a los profesores, cuatro a los graduados y cuatro a los estudiantes. Los representantes del Claustro de Profesores duran en sus funciones cuatro años, mientras que los representantes del Claustro de Graduados y el Claustro de Estudiantes lo hacen durante un período de dos años.
El Decano es elegido por el Consejo Directivo, y debe ser un profesor de la institución. Dura cuatro años en sus funciones, y sólo puede ser reelegido por un período. En caso de fallecimiento, enfermedad, ausencia, suspensión o renuncia del Decano, es reemplazado por el Vicedecano. El Vicedecano es elegido junto al Decano por el Consejo Directivo, y tiene como requisito pertenecer al mismo.
El cargo de Decano es ejercido por el Dr. Leandro Vergara desde el 1 de agosto de 2022, en reemplazo del Dr. Alberto Bueres, quien había sucedido a la Dra. Mónica Pinto, profesora de Derecho Internacional Público y de Derechos Humanos y Garantías y primera mujer en ejercer esa función en la historia de la Facultad.
- Decano: Leandro Vergara
- Vicedecano: Silvia Nonna

La Resolución N.º 2895, de fecha 27 de octubre de 1999, del Consejo Superior de la Universidad de Buenos Aires resolvió en su artículo 1.º que "A partir del 1 de febrero del 2000 la actualmente denominada "Facultad de Derecho y Ciencias Sociales" pasará a llamarse "Facultad de Derecho".
También existe el gremio estudiantil de la Facultad de Derecho UBA: El Centro de Estudiantes, actualmente conducido por la Agrupación Reformista Nuevo Derecho, que tiene como Presidente a la joven Eliana Gramajo

## Departamentos
- Departamento de Ciencias Sociales (Director: Dr. Ricardo Rabinovich-Berkman)
- Departamento de Derecho Económico y Empresarial (Director: Dr. Héctor O. Chómer)
- Departamento de Derecho Penal y Criminología (Directora: Dra. Mary Beloff)
- Departamento de Derecho Privado I (Director: Dr. Oscar Ameal)
- Departamento de Derecho Privado II (Director: Dr. Carlos Clerc)
- Departamento de Derecho Público I (Director: Dr. Horacio Sanguinetti)
- Departamento de Derecho Público II (Director: Dr. Calogero Pizzolo)
- Departamento de Derecho del Trabajo y Seguridad Social (Director: Dr. Mario Ackerman)
- Departamento de Filosofía del Derecho (Director: Dr. Martín D. Farrell)
- Departamento de Derecho Procesal (Director: Dr. Héctor Osvaldo A. Gozaíni)
- Departamento de Práctica Profesional (Directora: Dra. Virginia Badino)[10]

## Estadísticas
| Año 2002          | Año 2002 | Año 2002     | Año 2002  | Año 2002 |
|                   | Abogacía | Traductorado | Calígrafo | Total    |
| ----------------- | -------- | ------------ | --------- | -------- |
| Alumnos cursantes | 29.170   | 2.749        | 120       | 32.039   |
| Alumnos egresados | 2.387    | 44           | 8         | 2.439    |
| Año 2003          |          |              |           |          |
|                   | Abogacía | Traductorado | Calígrafo | Total    |
| Alumnos cursantes | 29.141   | 2.205        | 83        | 31.429   |
| Alumnos egresados | 2.712    | 40           | 11        | 2.763    |
| Año 2004          |          |              |           |          |
|                   | Abogacía | Traductorado | Calígrafo | Total    |
| Alumnos cursantes | 31.878   | 1.041        | 34        | 32.953   |
| Alumnos egresados | 3.280    | 54           | 6         | 3.340    |

## Biblioteca
La Biblioteca de la Facultad de Derecho contribuye enormemente al proceso educativo, brindando eficientes servicios de información y documentación. Fue creada en 1882, y para 1910 contaba con 30 000 volúmenes y 9809 lectores. En la actualidad cuenta con más de 250 000 volúmenes y 34 700 lectores, brindando servicios de préstamos a domicilio, sala de referencia, sala silenciosa, sala multimedia, hemeroteca y consulta de jurisprudencia.

## Sedes

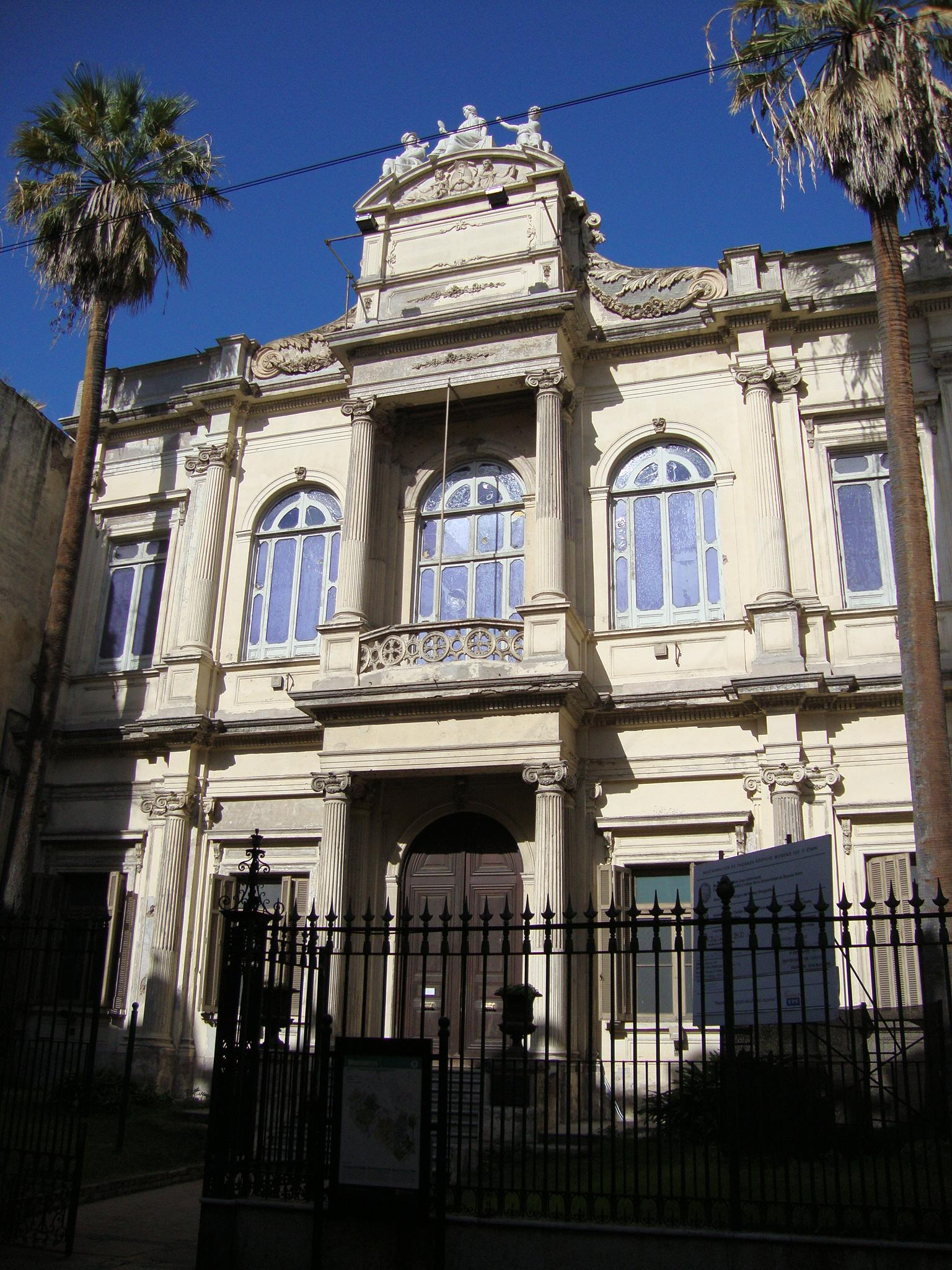
Primer edificio propio, en Moreno 350. Actual Museo Etnográfico.

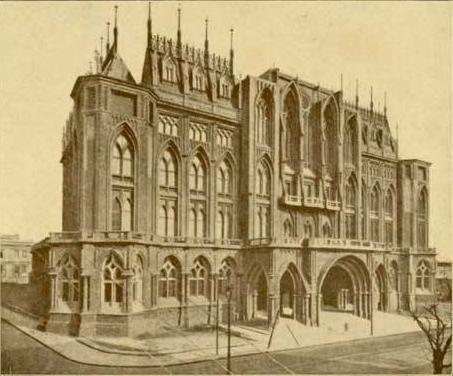
El edificio de la Av. Las Heras 2214, cuando era sede de la Facultad de Derecho. Actualmente es la sede Las Heras de la Facultad de Ingeniería.

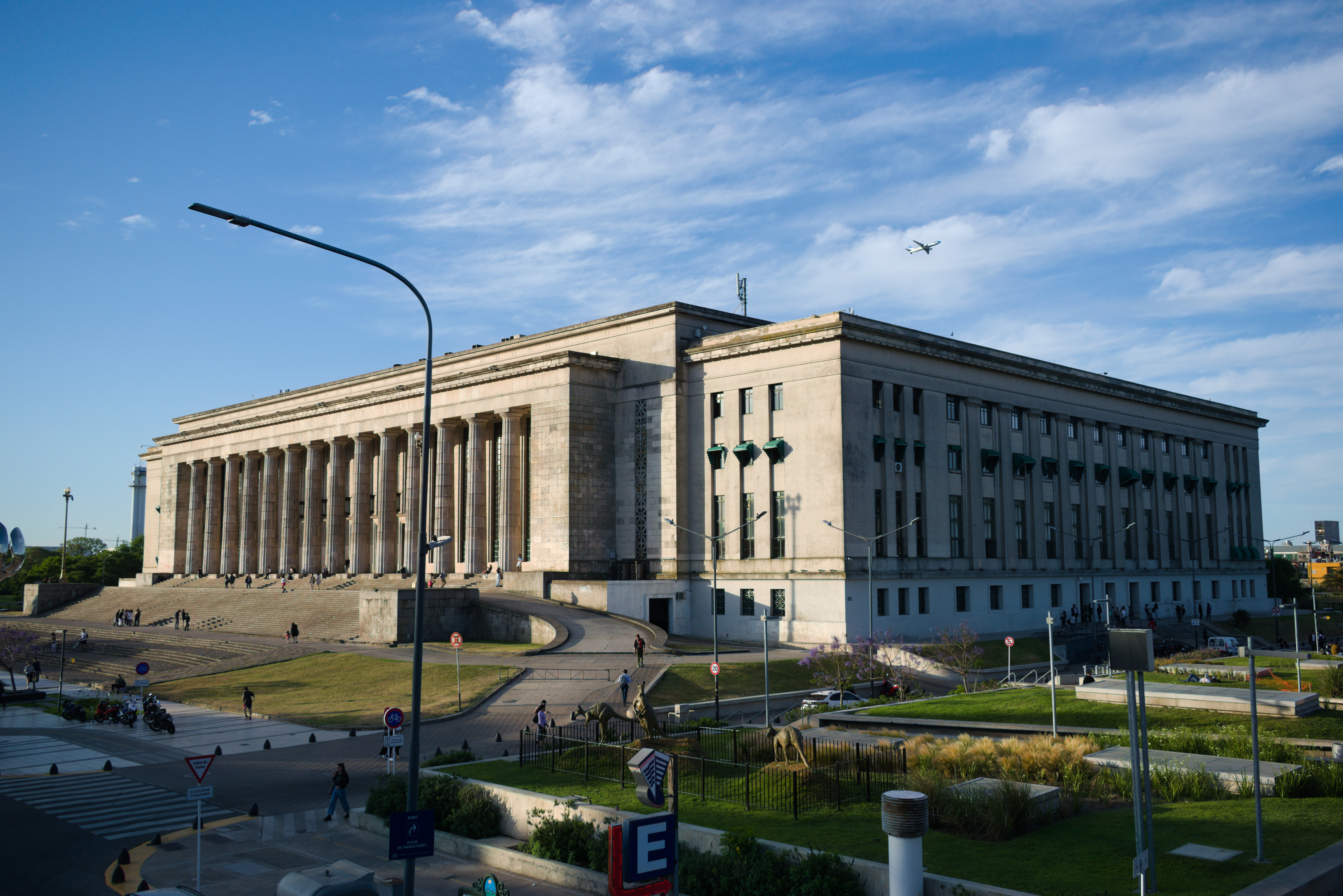
Facultad de Derecho de la Universidad de Buenos Aires

A partir de su fundación, el 9 de agosto de 1821, el entonces Departamento de Jurisprudencia ocupó dependencias de la Universidad, deambulando sus alumnos entre la sede del Colegio Central y el Convento de San Francisco, hasta que en 1874 fue transformado en Facultad de Derecho y en 1877 se mudó a su edificio propio en Moreno 350, que actualmente es la sede del Museo Etnográfico Juan B. Ambrosetti (dependiente de Filosofía y Letras). Así, se transformó en la primera facultad de la Universidad de Buenos Aires con un edificio construido ad hoc, separándose del núcleo fundacional que estaba en la Manzana de las Luces, donde funcionaban las demás facultades, exceptuando la de Medicina.
En 1897, ya se barajaba un proyecto para trasladar Derecho a un nuevo y monumental edificio, que sería construido en una de las últimas cuadras de la Avenida de Mayo, y se encargó al arquitecto italiano Roland Le Vacher, pero finalmente no fue concretado, y en 1909 allí se abrió la Plaza del Congreso. En 1912 comenzó la construcción del nuevo edificio para la Facultad de Derecho, un imponente palacio neogótico en Av. Las Heras 2214 —actual sede Las Heras de la Facultad de Ingeniería), que fue inaugurado en 1925 pero jamás pudo terminarse debido a los altísimos costos que significaba el diseño realizado por el arquitecto Mario Palanti para el estudio de Arturo Prins y Oscar Ranzenhofer, incluyendo una torre que superaría los cien metros de altura, nunca construida.
En 1945 se realizó un concurso de proyectos de arquitectura para trasladar a la Facultad a un nuevo emplazamiento, junto a la Plaza Francia, en terrenos que habían pertenecido a Obras Sanitarias de la Nación, que tenía una estación de bombas de agua corrientes ahí, desmantelada durante la década de 1930. El proyecto ganador fue realizado por los arquitectos Arturo Ochoa, Ismael G. Chiappori y Pedro Mario Vinent, y el resultado fue polémico ya que la propuesta incluía una fachada de estilo neoclásico con influencias de los templos grecorromanos, en aquellos años muy asociadas a la arquitectura fascista y nazi. El 21 de septiembre de 1949, la Facultad se trasladó al actual edificio en Avenida Figueroa Alcorta 2263, aunque la construcción avanzó durante las siguientes dos décadas y recién fue terminada a fines de la década de 1960.
Al haberse edificado sobre los antiguos piletones pertenecientes a Obras Sanitarias, durante décadas el subsuelo de la Facultad fue inutilizable debido a la acumulación de agua y desechos. En 2010, el Decanato presentó a la Universidad de Buenos Aires un proyecto que propuso el saneamiento del subsuelo y la recuperación de espacios vitales. El proyecto fue encomendado a la Secretaría de Hacienda de la Facultad y estuvo a cargo del arquitecto Guillermo Martínez.
Al inicio de las obras, de los 12.293 m² del subsuelo solo eran utilizables 6.490. La primera etapa del proyecto se centró en el saneamiento y la recuperación estructural (de enero a mayo de 2011) y construcción de 83 nuevas cocheras para profesores (de junio a noviembre de 2011) y 5 nuevas cocheras para discapacitados. La segunda etapa, de noviembre de 2011 a abril de este año, se destinó a la creación de un nuevo reservorio para los libros de la Facultad, un depósito, 5 aulas y un salón de usos múltiples. Además, se mejoraron y optimización los accesos y los conductos de evacuación de la Facultad (dos nuevas escaleras comunican la planta baja con las nuevas aulas y el sum, y se dio acceso a la puerta que comunica el gimnasio con las nuevas obras del subsuelo). La obra se financió con fondos mixtos de la Facultad y el Rectorado de la Universidad de Buenos Aires. La tercera parte del proyecto, prevista para los primeros meses de 2014 comprenderá la realización de un espacio exclusivo destinado a los profesores: se construirá en el segundo piso donde hoy se encuentra ubicado el actual depósito de libros.

## Publicaciones
A través de su Departamento de Publicaciones, la Facultad periódicamente efectúa la divulgación de la Revista Jurídica de Buenos Aires, Revista Lecciones y Ensayos, Revista Academia y Revista sobre enseñanza del Derecho y Crítica Jurídica [en coedición]. Adicionalmente, se publican libros cuya autoría corresponde a aquellos estudiantes, graduados, docentes e investigadores pertenecientes a la comunidad académica.
Por fuera de este Departamento, esta Escuela de Derecho también difunde Derecho al Día de la Oficina de Comunicaciones, la Revista Electrónica del Instituto de Investigaciones Jurídicas y Sociales Ambrosio Lucas Gioja y la Revista Electrónica de Teoría y Práctica de la Elaboración de Normas Jurídicas, perteneciente a la Maestría Teoría y Práctica de la Elaboración de Normas Jurídicas.
Por otro lado, el ya mencionado Instituto de Investigaciones Jurídicas y Sociales Ambrosio Lucas Gioja elabora regularmente cuadernos de investigación, además de la colección de monografías Serie Mayor.

## Premios

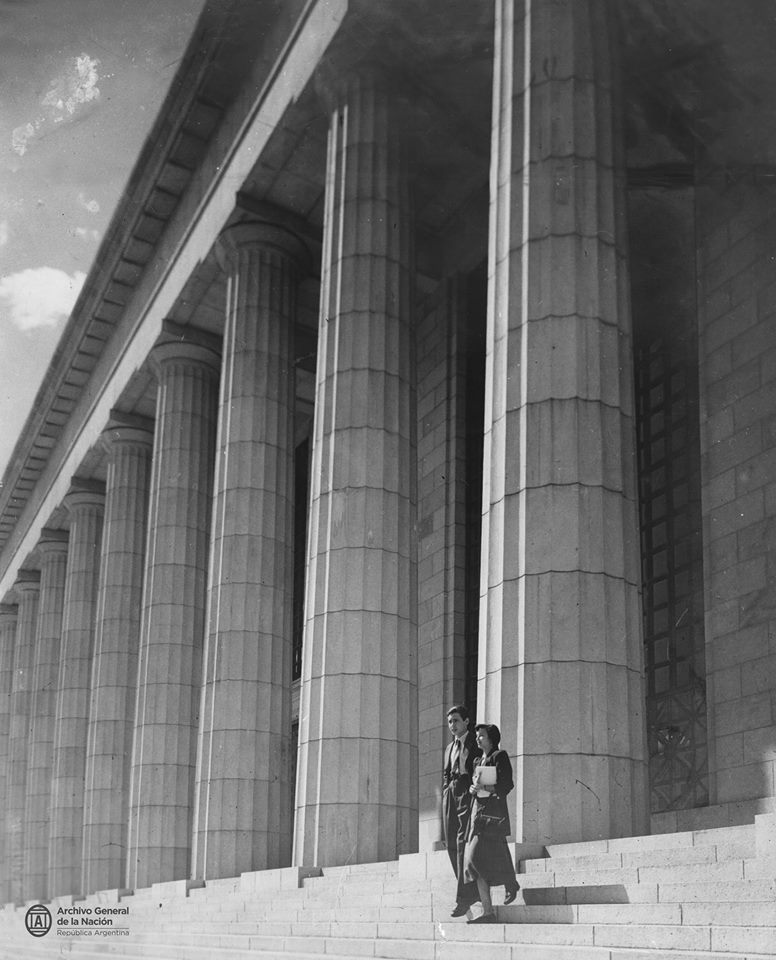
Facultad de Derecho, circa 1960. Archivo General de la Nación.

La Facultad otorga diversos premios a los alumnos y exalumnos destacados:
- Premio Facultad: es otorgado al mejor trabajo de doctorado o tesis inédito de investigación personal.
- Premio Alberto Gallo: es otorgado a la mejor tesis sobre un tema de Derecho y Ciencias Sociales, relacionada con hecho o antecedentes nacionales, con carácter de investigación original y citación prolija de documentos inéditos.
- Premio Profesor Eduardo Prayones: es otorgado a la mejor tesis de Derecho Civil.
- Premio Profesor Nicolás Casarino: se otorga al alumno regular que presente el mejor trabajo de procedimientos judiciales.
- Premio Profesor Manuel Obarrio: es otorgado a la tesis sobresaliente que trate sobre temas ferroviarios.
- Premio Profesor Manuel Augusto Montes de Oca: es otorgado a la mejor tesis que trate sobre temas de Derecho Constitucional.
- Premio Universitario Medalla de Oro: es otorgado en forma anual, previo informe del cuerpo de profesores, al exalumno regular sobresaliente en cada carrera.
- Diploma de Honor: es otorgado a los alumnos de la carrera de abogacía que hayan obtenido, considerando todos sus exámenes, un promedio de al menos ocho puntos y que no posean calificaciones "insuficientes" a lo largo de toda la carrera.
- Premio Alberto Tedín Aramburu: es otorgado al alumno de la carrera de abogacía que haya obtenido el más elevado total de puntos en sus exámenes.
- Premio Florencio Varela: se otorga al alumno autor de la mejor tesis sobre Derecho Penal.
- Premio Raymundo Salvat: es otorgado al abogado que haya dado sus exámenes sin perder ni ganar cursos y haya obtenido la calificación sobresaliente en todos los cursos de Derecho Civil.
- Premio Doctor Vicente Rodríguez Rivas: es otorgado cada dos años al mejor ensayo sobre Derecho Comercial.
- Premio Centro de Estudios Penales doctor Carlos Fontán Balestra: es otorgado a los alumnos que hayan finalizado la carrera de abogacía obteniendo la calificación sobresaliente en los cursos de Derecho Penal y Procesal Penal.
- Premio Corte Suprema de Justicia de la Nación: es otorgado al alumno que haya obtenido el mejor promedio en la carrera de abogacía.
- Premio Roque Fortunato Garrido: es otorgado al mejor promedio de su promoción que cumpla con los siguientes requisitos: que haya seguido la orientación Derecho Privado, que haya realizado la carrera en un plazo no mayor a los seis años y que no haya recibido aplazos en la carrera.